# Meteorito Nakhla

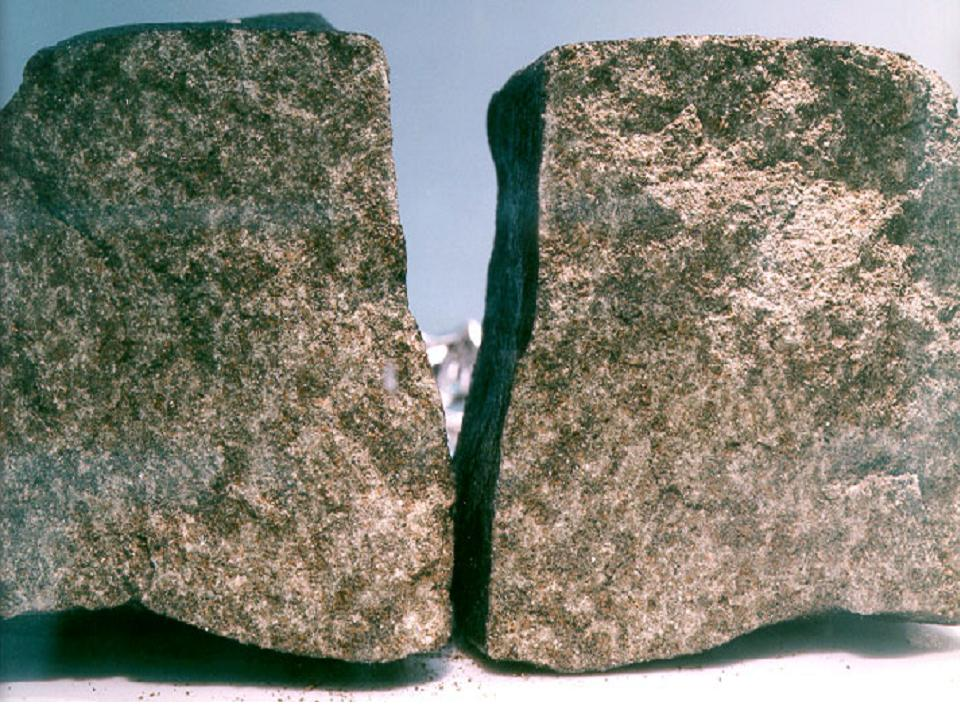
As duas metades do meteorito Nakhla e sua superfície interior após sua quebra em 1998.

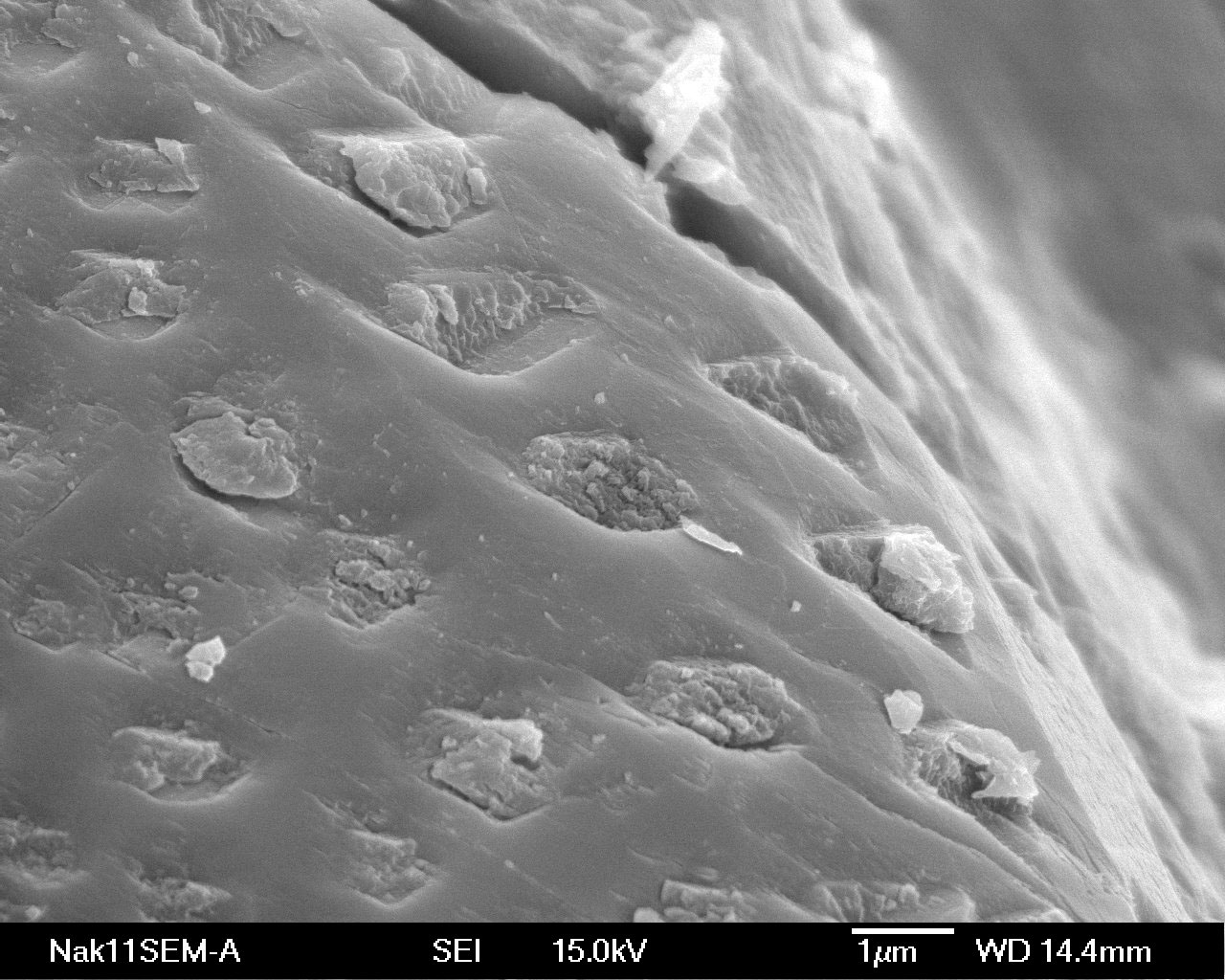
Imagem de um Microscópio eletrônico de varredura (SEM) da superfície de um grão do meteorito exibindo pequenos poros preenchidos com material. Na Terra, esses poros são feitos por bactérias.

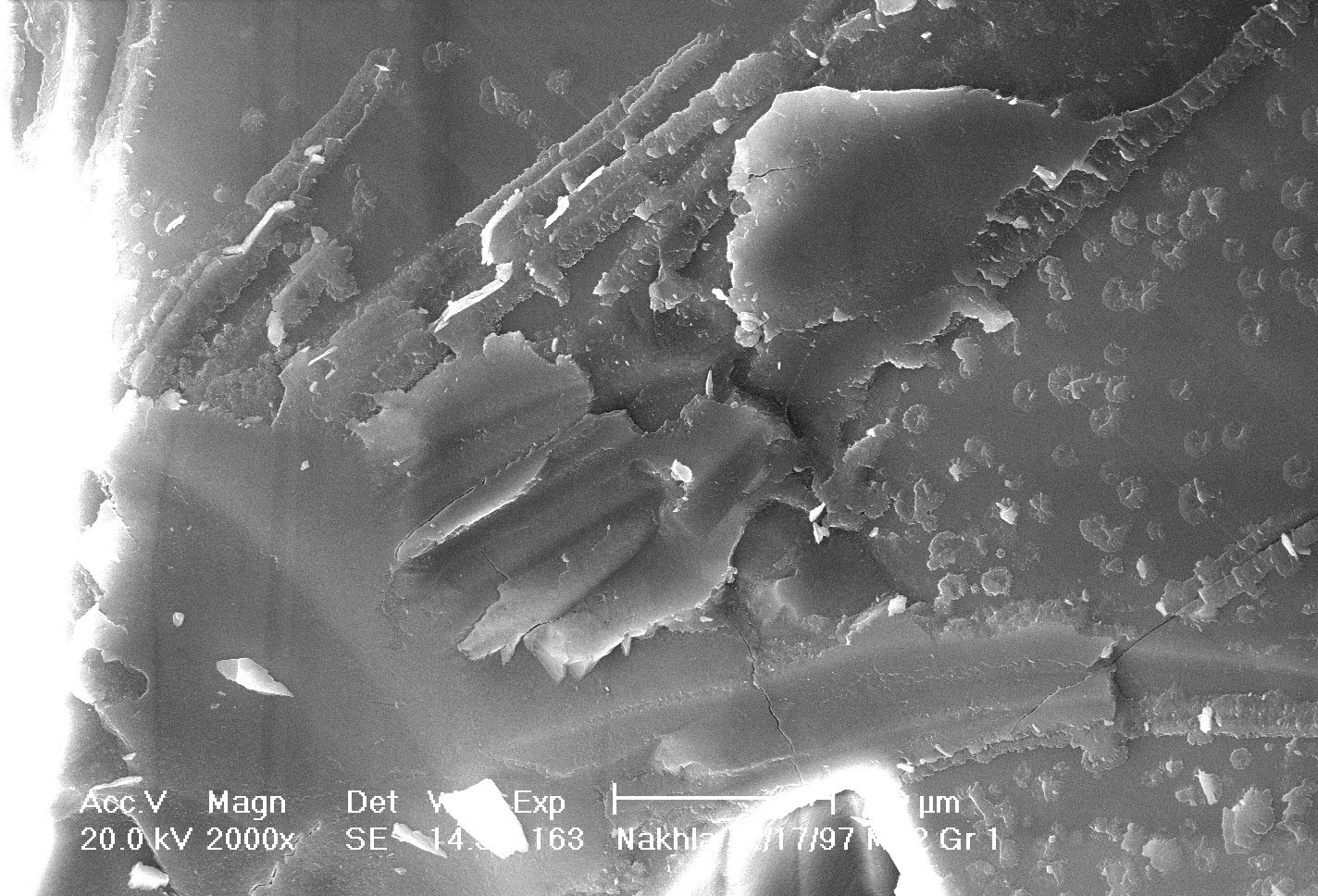
Imagem SEM de uma fatia do meteorito Naklha, exibindo material biomorfo: as formações maiores, em formato de faca, e as menores, em formato de donut.

O meteorito Nakhla, o exemplo protótico de um meteorito do tipo Nakhlito do Grupo SNC Group de meteoritos marcianos, caiu na Terra em 28 de junho de 1911, a aproximadamente 09h00, na região de Nakhla em Abu Hommos, Alexandria, Egito. Várias pessoas testemunharam sua explosão na atmosfera superior antes da queda do meteorito na Terra em aproximadamente quarenta pedaços; os fragmentos foram enterrados no solo a uma profundidade de mais de um metro. De um peso original estimado em 10 kg, os fragmentos recuperados variavam em tamanho de 20g a 1 813g.

## O cão Nakhla
Diz-se que um fragmento do meteorito caiu sobre um cachorro, tal como foi observado por um fazendeiro chamado Mohammed Ali Effendi Hakim na vila de Denshal, próximo a Nakhla, supostamente vaporizando o animal instantaneamente. Tendo em vista que nenhum vestígio do cachorro foi preservado e não havia nenhuma outra testemunha do fim desse animal permanece apócrifo. No entanto, a história do cão Nakhla se tornou uma espécie de lenda entre os astrônomos.

## Origens marcianas
Trinta e quatro meteoritos supostamente vindos de Marte foram catalogados ao redor do mundo, incluindo o meteorito Nakhla. Eles teriam sido ejetados da superfície marciana pelo impacto de outro grande corpo na superfície marciana. Eles tem viajado pelo sistema solar por um período desconhecido antes de penetrar a atmosfera terrestre.

### Sinais de água
O meteorito de Nakhla foi o primeiro meteorito marciano a exibir sinais de processos que envolvem água em Marte. A rocha contém carbonatos e minerais hidratados, formados por reações químicas com a água. Além disso, a rocha foi exposta à água após ter se formado, o que causou uma acumulação secundária de minerais. O carbonato contém mais 13C do que as rochas formadas na Terra, indicando uma origem marciana.

### Sinais de vida
Em março de 1999, uma equipe do Johnson Space Center da NASA examinou o meteorito Nakhla utilizando um microscópio ótico e um poderoso microscópio eletrônico de varredura (SEM), revelando formas semelhantes a microorganismos de tamanho limitado, entre outras características. O Museu de História Natural de Londres, que preserva vários fragmentos intactos do meteorito, permitiu aos pesquisadores da NASA quebrar um destes em 2006, fornecendo novas amostras, relativamente livre de contaminação terrestre. Os cientistas encontraram em abundância um complexo material constituído de carbono ocupando poros e canais dendríticos na rocha, semelhantes aos efeitos de bactérias observadas em rochas na Terra.
Um debate foi aberto por alguns na 37ª Conferência de Ciência Lunar e Planetária em março de 2006 em Houston, Texas, postulando que o conteúdo rico em carbono dentro dos poros das rochas apontavam para vestígios de matéria viva. No entanto, devido ao fato de o carbono ser o quarto elemento mais abundante no universo (após o hidrogênio, o hélio e o oxigênio), a presença de formas semelhantes a organismos vivos em si foi considerada insuficiente para convencer todos os cientistas que bactérias viveram em Marte.

#### Aminoácidos no interior do meteorito
Em 1999, vários aminoácidos foram isolados do fragmento do meteorito no Johnson Space Center. Entre eles estavam presentes ácido aspártico, ácido glutâmico, glicina, alaninas e ácido butírico. No entanto, ainda não está claro se eles se originaram do meteorito ou de contaminação terrestre.